# Masuko Yoshihiro
Yoshihiro Masuko (益子義浩 Masuko Yoshihiro, sinh ngày 12 tháng 7 năm 1987 ở Tokyo) là một cầu thủ bóng đá người Nhật Bản thi đấu cho Grulla Morioka.

## Thống kê câu lạc bộ
Cập nhật đến ngày 23 tháng 2 năm 2018.
| Thành tích câu lạc bộ | Thành tích câu lạc bộ | Thành tích câu lạc bộ | Giải vô địch | Giải vô địch | Cúp                   | Cúp                   | Tổng cộng | Tổng cộng |
| Mùa giải              | Câu lạc bộ            | Giải vô địch          | Số trận      | Bàn thắng    | Số trận               | Bàn thắng             | Số trận   | Bàn thắng |
| Nhật Bản              | Nhật Bản              | Nhật Bản              | Giải vô địch | Giải vô địch | Cúp Hoàng đế Nhật Bản | Cúp Hoàng đế Nhật Bản | Tổng cộng | Tổng cộng |
| --------------------- | --------------------- | --------------------- | ------------ | ------------ | --------------------- | --------------------- | --------- | --------- |
| 2010                  | Arte Takasaki         | JFL                   | 19           | 1            | 2                     | 0                     | 21        | 1         |
| 2011                  | Arte Takasaki         | JFL                   | 31           | 6            | 2                     | 0                     | 33        | 6         |
| 2012                  | Fukushima United FC   | JRL (Tohoku)          | 12           | 9            | 3                     | 3                     | 15        | 12        |
| 2013                  | Fukushima United FC   | JFL                   | 25           | 1            | 2                     | 0                     | 27        | 1         |
| 2014                  | Fukushima United FC   | J3 League             | 15           | 0            | 0                     | 0                     | 15        | 0         |
| 2015                  | Grulla Morioka        | J3 League             | 25           | 3            | 1                     | 0                     | 26        | 3         |
| 2016                  | Grulla Morioka        | J3 League             | 16           | 0            | 3                     | 0                     | 19        | 0         |
| 2017                  | Grulla Morioka        | J3 League             | 11           | 0            | 0                     | 0                     | 11        | 0         |
| Tổng cộng sự nghiệp   | Tổng cộng sự nghiệp   | Tổng cộng sự nghiệp   | 154          | 20           | 13                    | 3                     | 167       | 23        |